# Bulgària del Volga
La Bulgària del Volga, també anomenada Bulgària del Kama o Bolgar (de vegades conegut com l'Emirat Búlgar del Volga) va ser un estat búlgar històric que va existir entre els segles IX i XIII al voltant de la confluència del Volga i Kama Riu, a l'actual Rússia europea. La Bulgària del Volga era un estat multiètnic amb un gran nombre de búlgars, ugrofinesos, varegs i eslaus orientals. La seva posició estratègica li va permetre crear un monopoli comercial local amb nòrdics, cumans i àvars de Pannònia. Actualment, hom considera les repúbliques del Tartaristan i Txuvàixia com a hereves de la Bulgària del Volga en termes territorials i ètnics.

## Història
Els protobúlgars del Volga erren un poble turc, branca del poble protobúlgar que va fundar el Regne de Bulgària al Danubi. Els protobúlgars van arribar a les estepes al sud de Rússia durant les invasions dels huns. Són esmentats per primer cop el 481 per Joan d'Antioquia, quan van donar suport a l'emperador Zenó en la lluita contra els gots; llavors, vivien principalment entre el Kuban i la llacuna Meòtida (mar d'Azov). Els romans d'Orient van anomenar les terres del Kuban Gran Bulgària.
A la mort del kan Kuvrat, el 665, el Regne búlgar es va partir segurament sota pressió del Kanat khàzar. Una part dels protobúlgars va restar als seus pobles entre el Kuban i la mar d'Azov fins al segle x, territori que ara fou anomenat pels romans d'Orient i russos com a Bulgària Negra, i foren progressivament absorbits pels magiars, petxenegs i cumans. Un grup més important va deixar aquests pobles per dirigir-se sota direcció del kan Isperukh cap a la regió del Danubi i els Balcans, on es van barrejar amb els eslaus del sud que eren més nombrosos i van fundar un regne (Regne de Bulgària, anomenat Burdjan pels cronistes musulmans). I un tercer grup, el més reduït numèricament, va pujar el riu Volga cap al nord i es va instal·lar a la confluència amb el riu Kama, on van sotmetre la població local finesa. Van formar un estat conegut com el kanat dels protobúlgars del Volga, anomenat pels cronistes musulmans Bulghar, nom donat també a la vila on van establir la capital. Les fronteres mai no van ser definides per cap dels autors que en fan referència, però se sap que al nord vivien els wisu o ve's (finougrians, modernament anomenats veps) i els yura o yugra, que generalment estigueren sotmesos pels protobúlgars del Volga; a l'est, els badjirts (els moderns baixkirs), també sotmesos als protobúlgars; al sud-est, els petxenegs i ghuzz, que eren independents; a l'oest, entre els protobúlgars i els khàzars, vivien els burdes (burdas o burtas) ancestres dels mordvins, que eren vassalls dels khàzars, i més tard foren sotmesos pels protobúlgars; a l'oest, vivien també (més al sud dels mordvins) tribus d'eslaus o russos, algunes de les quals estigueren sotmeses als protobúlgars.
Els protobúlgars del Volga eren dividits en tres hordes principals: els barsula, els ishkil (o askil) i els bulkar; també se n'esmenten dos grups menors, els suwar i els al-barandjar. El sobirà portava el títol de yiltuwar (turc alteber, segons les inscripcions de l'Orkhon), cosa que indicaria que era un sobirà subordinat. Depenia probablement del kan khàzar, ja que pagaven un tribut en pells i un fill de l'alteber vivia com a ostatge a la cort del kan khàzar. No van esdevenir independents fins a la caiguda del kanat khàzar el 965. Llavors, com que tenia una aliança amb el califa de Bagdad, va agafar el títol d'amir. El 964, la conca del Volga va patir una expedició del príncep rus de Kíev Sviatoslav, però l'estat es va recuperar de la devastació.
Cada tribu dels protobúlgars, de fet, formava un subestat virtualment independent. El 1183, un príncep búlgar era aliat dels cumans i feia la guerra a Bulghar (Bolgary) i, uns anys després, en temps dels mongols, un segon estat búlgar es va constituir amb el nom de Djuke-Tau (Zhukotin). La noblesa del país, la formaven la família reial, els caps tribals i les cinc-cents famílies més poderoses.
A la meitat del segle x, era yiltuwar Almush ibn Shilki que fou el primer que va agafar el títol d'amir i va canviar el seu nom a Djafar ibn Abd Allah. El va succeir el seu fill Mikail ibn Djafar. Per les monedes, es coneixen els noms de tres altres emirs: Talib ibn Ahmad, Mumin ibn Ahmad i Mumin ibn al-Hasan. Una segona expedició del príncep de Kíev, Vladímir (fill de Sviatoslav), el 985, no fou tan devastadora com la primera. El 1006, la Bulgària del Volga i Kíev van signar un tractat de comerç; els conflictes comercials van comportar repetides guerres entre russos i protobúlgars a partir de la segona meitat del segle xi. El 1088, els protobúlgars van ocupar la ciutat russa de Murom, de manera temporal, però després els protobúlgars van quedar a la defensiva i els russos van assetjar la ciutat de Bulghar el 1120, 1164, 1172, 1183 i 1220, mentre que els protobúlgars només van fer dues ofensives, el 1107 contra Súzdal, i el 1218, en què van saquejar Ustyug, situada força al nord. La invasió mongola va aturar les lluites entre protobúlgars i russos.

## Invasió mongola de Bulgària del Volga
El mongols, després de la victòria sobre els russos en la batalla del riu Kalka, el 1224, es van girar contra els protobúlgars, però aquests els van fer caure en diverses emboscades i els van causar fortes pèrdues. Això va provocar la venjança dels mongols; el 1229, l'avantguarda búlgara va ser derrotada pels mongols a la vora del riu Yayik (riu Ural) i, el 1236, segons les cròniques musulmanes, o el 1237 segons les russes, els mongols van atacar Bulghar i la van destruir i van aniquilar l'estat búlgar, que fou incorporat als dominis de Batu Khan de l'Horda d'Or.
La ciutat de Bulghar es va reconstruir i aviat va recuperar la prosperitat. Les troballes arqueològiques demostren que era pròspera a la segona meitat del segle xiii i al segle xiv, però en algun moment, per causes desconegudes, la ciutat decaure, potser per l'ascens de Kazan. És anomenada de vegades Nova Bulghar, (rus: Novyi Bulgar), fundada per Batu Khan. Tamerlà la va ignorar el 1395 i, el 1399, els russos la van arrasar totalment. Kazan fou escollida per Ulugh Muhammad (mort el 1446) com a capital d'un kanat derivat de l'Horda d'Or, i Bulghar no va poder recuperar-se.

## Geografia
Segons l'època Bolgar del Volga, va ocupar una gran superfície. En els segles segle x i segle xi, la davantera nord discorria al llarg del marge dret del riu Kama, el riu Sviyazhsk amb els seus braços esquerres a l'oest, el riu Shushma a l'est i la davantera sud arribava al gran recolze del Volga, prop de les muntanyes Zhigule, la moderna regió de Samar.
Més tard, durant l'apogeu del Volga Bólgar, les seves fronteres es van ampliar. Per exemple, la davantera nord es va elevar fins al riu Kazan.

## Demografia
Una gran part de la població de la regió incloïa grups túrquics com ara Sabirs, Esegel, barsils, Bilars, Baranjars i part dels foscos Burtas (per ibn Rustah). Els moderns txuvaixs afirmen descendir dels sabir, els esegel i dels búlgars del Volga.
Una altra part comprenia els finesos del Volga i les tribus magiars (Asagel i Pascatir), de les quals probablement descendeixen els Bisermäns. Ibn Fadlan es refereix a la Bulgària del Volga com Saqaliba, un terme general àrab per a referir-se al poble eslau. Altres recerques relacionen el terme amb el nom ètnic escita (o Saka en persa).

## Històries i llegendes
Les fonts històriques medievals àrab-perses comencen a esmentar dues ciutats búlgares, Bólgar i Suar, cap als anys 20 del segle x Aquestes dues ciutats, que es complementen, sovint es troben una al costat de l'altra, i els seus destins històrics, especialment en els segles segle x i segle xi, van ser similars.
Segons escrits d'Al-Balkhi: "Bulgària és el nom d'un país el poble del qual practica l'Islam; també és el nom de la ciutat on es troba la Mesquita Jamia. No gaire lluny d'aquesta ciutat hi ha una altra ciutat: Suar, on també hi ha una mesquita". L'orador musulmà va dir: "la població de totes dues ciutats aconsegueix els deu mil habitants. Les seves cases són de fusta, i en elles passen l'hivern; A l'estiu, la gent es muda a cabanyes amb sostre de palla". Aquest escriptor va parlar dels llargs dies d'estiu i els curts dies d'hivern i les llargues nits.
Un missatge similar va ser escrit pels autors àrabs al-Istahri i Ibne Haukal en els anys 30 i 60 del segle x Però li van fer una correcció important a a el-Balhi: Deu mil no significa la població total d'aquestes ciutats, sinó els "homes" en elles, en altres paraules, significa el nombre de guerrers. En l'Edat mitjana, la població d'una ciutat estava determinada pel nombre de soldats. Un missatge similar va ser escrit en persa a la fi del segle x segons "Hudud al-ghalam" ("Els límits del món"), l'autor del qual es desconeix: "Búlgar és una ciutat d'una petita regió, està situada en el riu Volga. Tota la seva gent és musulmana; D'allí surten 20.000 genets. Lluiten contra tots els exèrcits d'incrèduls, sense importar quants siguin, i guanyen. Una terra neta i rica és una ciutat prop de Suar-Bulgar; La religió de la gent allí és la mateixa que en Bólgar".
Després de l'ocàs és possible la ciutat encara restés amb un cert nivell d'activitat. El poeta del Mohammadyar segle xvi  i el poeta del segle xvii Maula Koly van viure en Bulgar i van escriure allí alguns dels seus poemes. A la ciutat, els arqueòlegs fins i tot han trobat una capa que data del kanat de Kazan. No obstant això, és impossible imaginar a Bulgar com una ciutat real. Probablement, allí van acudir diversos dervixs, sufís i poetes, caminant entre les ruïnes, visitant els llocs sagrats, visitant les tombes, i van acudir amb la necessitat d'alguna mena d'aliment espiritual per a les seves creacions.
Hi ha una llegenda en llengua vernacla segons la qual Tamerlan presa la ciutat de Bulgar i destrueix a tots els seus habitants. Gabdullah Khan i la seva família van ser tancats en el Pulat Khukem. Per ordre de Ilbasar, s'apilen troncs en el pal i se'ls cala foc. La família del Khan va morir cremada, a excepció de la bella filla del Khan, que es va unir a Déu; sobreviu: se li veu asseguda en una cúpula d'acer.
El llegendari Acer del Judici es remunta a l'Acer Negre, que es conserva fins al dia d'avui: els seus murs de pedra adjacents a ell estan cremats. En qualsevol cas, aquest edifici té un gran valor com la relíquia arquitectònica monumental més singular de l'Edat mitjana en Tartaristan. Al costat d'ell es troben les restes d'Acer Blanc: va ser destruït en els anys 60 del segle passat. És un dels banys públics d'acer blanc: un bany gran amb un lavabo en el mitjà i habitacions a les cantonades. La calor prové del centre i l'aigua freda i calenta flueix a través de canonades d'argila i ferro. Al peu de la muntanya, els arqueòlegs estan excavant les restes d'un altre bany anomenat Kyzyl Pulat; dit així perquè les seves parets interiors estan pintades de vermell. En el seu saló central hi havia una font.
El monument arquitectònic millor conservat de Bulgar és la Torre Petita; la seva altura és de 15 m. A. Mikhailov també esmenta l'any 1712 a la mesquita contigua; encara es conservaven les seves ruïnes cap a la dècada de 1920. Durant el període del Kanato de Kazan, la part inferior d'aquesta mesquita es va utilitzar com a tomba dels Khan. En general, la zona és coneguda com el cementiri dels Khans. Se sap que la tomba del Khan supervivent estava decorada amb mosaics blancs i blaus durant la seva època. Fora de les fortificacions de la ciutat es troba la Petita Ciutat, es creu que les ruïnes de la seva porta, basades en els fonaments de l'edifici de pedra blanca, són la residència d'estiu del govern búlgar. Fora de la ciutat, en la pulata grega, és a dir, en l'assentament armeni, es va construir una església per als comerciants i convidats del Caucas, però també va ser destruïda fa molt temps. Cal destacar que totes les relíquies esmentades anteriorment pertanyen al segle xiv l'època de l'Horda d'Or. No va quedar cap dels edificis construïts abans de l'arribada dels mongols.
Durant l'època de l'Horda d'Or, van quedar altres ciutats de l'antic estat búlgar: Suar, Bülar, Kashan, Zhukatau, Tubylgitau, així com altres ciutats que avui es troben en la condició de ciutats grans i petites, però alhora. El temps va deixar la seva petjada en la història dels pobles de la regió del Mitjà Volga. També estan creixent altres nous. Entre ells es troba Kirmanchek, que està inclòs en els anals, i el Vell Kazan, que va aparèixer en el nord de l'Horda d'Or i va ser un centre polític i econòmic, que està inclòs en les llegendes.
A la fi del segle xviii  principis del segle xix com a resultat d'observacions arqueològiques en l'àrea de la ciutat de Belar, es van descobrir les ruïnes d'antigues estructures arquitectòniques, inclòs el lloc d'una gran mesquita. En aquella època i una mica més tard, existien multitud d'articles, les relíquies dels quals han estat trobades: collarets d'anells d'or, polseres de plata, miralls de llautó i destrals de batalla de ferro colat. A la fi del segle xix primer quart del segle xx  van dur a terme les primeres excavacions arqueològiques a la ciutat de Belar, i des de principis de la dècada de 1960, l'arqueòleg Professor A. Khalikov va dur a terme les expedicions arqueològiques. Es van estudiar els fonaments de molts temples i estructures residencials, les fortificacions militars de la ciutat antiga i es va recollir una gran quantitat d'articles per a la llar i material ceràmic.
Cap al segle xiv  intensifiquen les relacions agrícoles, econòmiques i comercials dels búlgars. La base de la seva economia era l'agricultura (deixant la terra en guaret: un any d'ús i diversos anys de descans), la ramaderia (cria en la península i plana), la pesca, el comerç (caça, horticultura), les artesanies diverses (ferro i bronze). Treballs de terrisseria, vidrieria, fusteria, tallat d'ossos, joieria, fabricació d'eines), compres i vendes en llocs i terres estrangeres (rutes del-Bàltic i Volga - Àsia Central).